# Рудольф Каргус
Рудольф Каргус (нім. Rudolf Kargus, нар. 19 серпня 1952, Вормс) — німецький футболіст, що грав на позиції воротаря.
Виступав, зокрема, за клуб «Гамбург», а також національну збірну Німеччини.
Чемпіон Німеччини. Володар Кубка Кубків УЄФА. 

## Клубна кар'єра
У дорослому футболі дебютував 1970 року виступами за команду клубу «Ворматія», в якій провів один сезон, взявши участь лише у 9 матчах чемпіонату. 
Своєю грою за цю команду привернув увагу представників тренерського штабу клубу «Гамбург», до складу якого приєднався 1971 року. Відіграв за гамбурзький клуб наступні дев'ять сезонів своєї ігрової кар'єри. Більшість часу, проведеного у складі «Гамбурга», був основним голкіпером команди.
Згодом з 1980 по 1987 рік грав у складі команд клубів «Нюрнберг», «Карлсруе СК» та «Фортуна» (Дюссельдорф).
Завершив професійну ігрову кар'єру у клубі «Кельн», за команду якого виступав протягом 1987—1990 років.

## Виступи за збірну
У 1975 році дебютував в офіційних матчах у складі національної збірної Німеччини. Протягом кар'єри у національній команді, яка тривала усього 3 роки, провів у формі головної команди країни лише 3 матчі, здебільшого ж залишався резервним голкіпером.
У такому статусі в складі збірної був учасником чемпіонату Європи 1976 року в Югославії, де разом з командою здобув «срібло», чемпіонату світу 1978 року в Аргентині.

## Титули і досягнення
- Чемпіон Німеччини (1):

«Гамбург»: 1978-1979
- Володар Кубка німецької ліги (1):

«Гамбург»: 1972-1973
- Володар Кубка Німеччини (1):

«Гамбург»: 1975-1976
- Володар Кубка Кубків УЄФА (1):

«Гамбург»:  1976-1977
- Віце-чемпіон Європи: 1976